# كاتارينا لازوفيتش
كاتارينا لازوفيتش (بالسيريلية الصربية: كاتارينا لازوفيتش؛ من مواليد 12 سبتمبر 1999) هي لاعبة كرة طائرة صربية، تلعب مركز لاعبة جناح. كانت ضمن تشكيلة منتخب صربيا لكرة الطائرة للسيدات الذي شارك في بطولة أوروبا للكرة الطائرة للسيدات 2019 وحصلت على الميدالية الذهبية.